# Vasko Kalezić
Vasko Kalezić (Podgorica, 14 de marzo de 1994) es un futbolista montenegrino que juega en la demarcación de centrocampista para el FK Sutjeska Nikšić de la Primera División de Montenegro.

## Selección nacional
Tras jugar con la selección de fútbol sub-21 de Montenegro, finalmente hizo su debut con Montenegro el 7 de octubre de 2020 en un partido amistoso contra Letonia que finalizó con un resultado de empate a uno tras el gol de Igors Tarasovs para Letonia, y de Igor Ivanović para el combinado montenegrino.

## Clubes
| Club                   | País                 | Año       | Partidos | Goles |
| ---------------------- | -------------------- | --------- | -------- | ----- |
| OFK Titograd           | Montenegro           | 2012-2014 | 16       | 2     |
| Hønefoss BK            | Noruega              | 2014-2015 | 14       | 0     |
| Bærum SK (cedido)      | Noruega              | 2015      | 11       | 0     |
| Hønefoss BK            | Noruega              | 2015      | 2        | 0     |
| FC Dacia Chișinău      | Moldavia             | 2016      | 5        | 0     |
| Anagennisi Deryneia FC | Chipre               | 2016      | 14       | 0     |
| FK Zeta                | Montenegro           | 2017      | 15       | 3     |
| FK Vojvodina           | Serbia               | 2017-2018 | 21       | 0     |
| OFK Titograd           | Montenegro           | 2018-2019 | 15       | 3     |
| FK Velež Mostar        | Bosnia y Herzegovina | 2019      | 10       | 0     |
| FK Budućnost Podgorica | Montenegro           | 2020      | 6        | 0     |
| FK Zeta                | Montenegro           | 2020-2021 | 39       | 9     |
| Yverdon-Sport FC       | Suiza                | 2021-2022 | 15       | 1     |
| Vevey-Sports           | Suiza                | 2023      | 12       | 1     |
| FK Rudar Pljevlja      | Montenegro           | 2023      | 17       | 3     |
| FK Sutjeska Nikšić     | Montenegro           | 2024-     | 28       | 8     |